# 第32屆釜日電影獎
第32屆釜日電影獎（韓語：제32회 부일영화상）是2023年10月5日在韓國釜山舉辦的韓國電影頒獎禮，由釜山本地報社釜山日報社主辦。原定担任主持人的演员李帝勳因健康原因无法出席，主办方经过讨论决定由李絮单独主持此次颁奖礼，李絮因此成为该奖有史以来首位担纲单独主持的女演员。
組委員於2023年8月27日公布13個獎項入圍名單，評審對象為2022年8月11日至2023年8月10日期間上映的222部韓國電影，預審階段選出5倍於最終入圍數量的候選人或作品，本審階段於8月25日舉行，經過3小時的激烈討論最終決定入圍名單。

## 評審團

### 本審階段
決定最終入圍名單的本審評審團由九名成員組成：
- 柳智娜：東國大學電影影像系教授
- 南有貞：《釜山日報》文化部記者
- 文官奎：釜山大學藝術文化影像學系教授
- 朴仁浩：釜山電影評論家協會會長
- 成日權：雜誌《Le Monde Diplomatique》發行人
- 李珠賢：電影雜誌《Cine21》主編
- 林弼成：電影《南極日記》《布拉芙夫人》導演
- 全燦日：影評人、京畿影像委員會主席
- 鄭漢錫：釜山國際電影節排片人

## 提名和获奖名单

### 最優秀作品賞
- 獲獎者：《混凝土乌托邦》[1]
  - 《下一个素熙》
  - 《神鬼海底撈》
  - 《夜枭》
  - 《四層公寓》

### 最優秀导演獎
- 獲獎者：丁朱里（《下一个素熙》）[6]
  - 林顺礼（《火線交涉》）
  - 柳承完（《神鬼海底撈》）
  - 严泰华（《混凝土乌托邦》）
  - 洪常秀（《四層公寓》）

### 男主角獎
- 獲獎者：李炳憲（《混凝土乌托邦》）[7]
  - 都敬秀（《The Moon》）
  - 柳俊烈（《夜枭》）
  - 柳海真（《夜枭》）
  - 任時完（《虽然只是弄丢了手机》）

### 女主角獎
- 獲獎者：金瑞亨（《塑料大棚》）[8][7]
  - 杨末福（《两位穿着同样内衣的女子》）
  - 全道嬿（《格杀福顺》）
  - 裴斗娜（《下一个素熙》）
  - 廉晶雅（《神鬼海底撈》）

### 男配角獎
- 獲獎者：金钟洙（《神鬼海底撈》）[9]
  - 姜基榮（《火線交涉》）
  - 朴正民（《神鬼海底撈》）
  - 高圭弼（《犯罪都市3》）
  - 金聖喆（《夜枭》）

### 女配角獎
- 獲獎者：高旻示（《神鬼海底撈》）[9]
  - 李妍（《格杀福顺》）
  - 羅文姬（《英雄》）
  - 朴世阮（《6/45》）
  - 金善映（《混凝土乌托邦》）

### 新人导演獎
- 獲獎者：李智恩（《秘密之丘》）[10]
  - 金世仁（《两位穿着同样内衣的女子》）
  - 朴松烈（《昼暑夜寒》）
  - 崔胜延（《短跑运动员》）
  - 安兑镇（《夜枭》）

### 新人男子演技獎
- 獲獎者：金宣虎（《貴公子》）[11]
  - 邊佑錫（《20世纪少女》）
  - 丁一宇（《高速公路家族》）
  - 李新英（《魯蛇大翻身》）
  - 李淳元（《6/45》）

### 新人女子演技獎
- 獲獎者：金施恩（《下一个素熙》）[11]
  - 林智好（《两位穿着同样内衣的女子》）
  - 金容智（《Doom Doom》）
  - 高旻示（《神鬼海底撈》）
  - 安恩真（《夜枭》）

### 剧本獎
- 獲獎者：金世仁（《两位穿着同样内衣的女子》）[12]
  - 丁朱里（《下一个素熙》）
  - 玄奎利、安兑镇（《夜枭》）
  - 朴圭泰（《6/45》）
  - 李申智、严泰华（《混凝土乌托邦》）

### 摄影獎
- 獲獎者：曹炯来（《混凝土乌托邦》）[13]
  - 金英浩（《The Moon》）
  - 崔英焕（《神鬼海底撈》）
  - 金泰成（《非正式作戰》）
  - 赵相仑（《英雄》）

### 音乐獎
- 獲獎者：Dalpalan（《幽灵》）[14]
  - 张基河（《神鬼海底撈》）
  - 黄尚俊（《英雄》）
  - 金俊锡（《人生真美麗》）
  - 金海源（《混凝土乌托邦》）

### 美术／技术獎
- 獲獎者：VFX 陈宗铉（《The Moon》）[15]
  - 美术 李厚景（《神鬼海底撈》）
  - 美术 金宝穆（《幽灵》）
  - 美术 曹和成（《混凝土乌托邦》）
  - 美术 申宥珍（《杀戮罗曼史》）

### 俞贤穆电影艺术奖
- 獲獎者：裴斗娜[16]（《下一个素熙》）

### 年度明星奖
- 獲獎者：都敬秀、朴宝英[17]

## 外部鏈接
- 釜日電影獎官方網站